# Dano (departamento)
Dano é um departamento ou comuna da província de Ioba no Burkina Faso. A sua capital é Dano.
Em 1 de julho de 2018 tinha uma população estimada em 64217 habitantes.